# مسجد الراية
مسجد الراية أحد مساجد مكة، سمي بهذا الاسم لأنه تم بناءه في الموضع الذي غز فيه رسول الله رايته يوم فتح مكة في شهر رمضان من العام الثامن للهجرة.

## البناء
بنى المسجد في المرة الأولى عبيد الله بن عباس بن علي بن عبد الله بن عباس، ثم بناه بعد ذلك الخليفة المستعصم العباسي سنة 640هـ وعمره بعد ذلك الأمير قطلبك الحسامي المنحلى سنة 801هـ وعمره كذلك في عام 898 هـ العارف بالله أبو العباس أحمد سنية الشهير بأبي شامة، كما عمره السلطان محمد خان في عام 1000 هـ، وتم تجديد بناءه في عام 1379 هـ، وذكر الدكتور عبد الوهاب أبو سليمان أن المسجد جددت عمارته في عام 1394هـ وسمي مسجد الملك فهد بن عبد العزيز آل سعود وقد بني بناية حديثة يعلوه قبة ومنارة.

## الموقع
يقع المسجد على يسار الداخل إلى المدينة من طريق الشام فوق جبل ذباب، ولهذا يسمى مسجد ذباب.ويقع المسجد بالمكان المعروف الآن بالجودرية مقابل عمارات الجفالي وبالقرب منه مكان بئر مطعم بن جبير وعنده كانت نهاية عمران مكة المكرمة في العهد الأموي، وتم هدم المسجد وإزالته عام 1433 هـ  لصالح مشروع توسعة ساحات الحرم الشمالية، ولا زال موقعه ساحة أعمال للشركة المنفذة للمشروع حتى اليوم.

## أئمة المسجد
- إمام المسجد : الشيخ محمد مكي هدايه الله.
- مؤذن المسجد : الشيخ محمدأمين محمديوسف قوقندي.

## انظر ايضاً
- مسجد الخيف
- مسجد نمرة
- مسجد القبلتين

## وصلات خارجية
- مساجد مكة المكرمة الأثرية .. تاريخ بصري يحكي فن العمارة الإسلامية.
- مساجد مكة المكرمة .. أبرز تراثها المعماري.